# Slobodno penjanje
Slobodno penjanje je disciplina odnosno način napredovanja u športsko penjačkim i alpinističkim  smjerovima. Osnovna značajka slobodnog penjanja je što u njemu nije dozvoljeno korištenje opreme za napredovanje, već se koristi vlastita snaga i spretnost, a oprema služi isključivo za osiguravanje od padova.
Termin slobodno penjanje često se koristi misleći na športsko penjanje. Za razliku od Športskog penjanja, slobodno penjanje zapravo nije zaseban sport, već opis načina na koji se savladao ili namjerava savladati alpinistički uspon, odnosno športski penjački smjer.

## Galerija
- Stijena u starom kamenolomu Montauro, Rovinj
- Slobodni penjač iznad Mošćeničke Drage
- Vela Draga u parku prirode Učka
- Penjač na stijeni u Nacionalnom parku Paklenica